# 維列頓
（1979年8月26日—），即維列頓，巴西足球運動員，司職中堅。

## 外部連結
- 馬拉加官方檔案 （页面存档备份，存于） （英文）
- Zerozero數據[永久] （英文）
- ForaDeJogo數據 （页面存档备份，存于）
- BDFutbol檔案 （页面存档备份，存于） （英文）
- Transfermarkt檔案 （页面存档备份，存于） （英文）
- Official website （西班牙文）